# Washington Mystics 2021
La stagione 2021 delle Washington Mystics fu la 24ª nella WNBA per la franchigia.
Le Washington Mystics arrivarono quarte nella Eastern Conference con un record di 12-20, non qualificandosi per i play-off.

## Roster
| N° | Naz.                   | Ruolo | Sportivo                 | Anno | Alt. | Peso |
| -- | ---------------------- | ----- | ------------------------ | ---- | ---- | ---- |
| 0  | Stati Uniti (bandiera) | G     | Natasha Cloud            | 1992 | 175  | 73   |
| 1  | Stati Uniti (bandiera) | G     | Kiara Leslie             | 1995 | 183  | 79   |
| 2  | Stati Uniti (bandiera) | A     | Myisha Hines-Allen       | 1996 | 188  | 91   |
| 2  | Stati Uniti (bandiera) | G     | Shatori Walker-Kimbrough | 1995 | 175  | 64   |
| 4  | Stati Uniti (bandiera) | G     | Stella Johnson           | 1998 | 178  | 72   |
| 5  | Australia (bandiera)   | G     | Leilani Mitchell         | 1985 | 165  | 63   |
| 7  | Stati Uniti (bandiera) | G     | Ariel Atkins             | 1996 | 180  | 73   |
| 10 | Stati Uniti (bandiera) | C     | Megan Gustafson          | 1996 | 191  | 88   |
| 11 | Stati Uniti (bandiera) | GA    | Elena Delle Donne        | 1989 | 196  | 85   |
| 12 | Stati Uniti (bandiera) | AC    | Jillian Alleyne          | 1994 | 188  | 88   |
| 21 | Stati Uniti (bandiera) | G     | Shavonte Zellous         | 1986 | 178  | 85   |
| 22 | Stati Uniti (bandiera) | A     | Erica McCall             | 1995 | 188  | 83   |
| 24 | Stati Uniti (bandiera) | G     | Sydney Wiese             | 1995 | 183  | 75   |
| 31 | Stati Uniti (bandiera) | C     | Tina Charles             | 1988 | 193  | 87   |
| 55 | Stati Uniti (bandiera) | A     | Theresa Plaisance        | 1992 | 196  | 91   |

## Staff tecnico
- Allenatore: Mike Thibault
- Vice-allenatori: Eric Thibault, LaToya Sanders
- Preparatore atletico: Chalisa Fonza